# Édouard Sautai
 (novembre 2014).
Pour l’article homonyme, voir Sautai.
Édouard Sautai (né le 17 mars 1965  à Grenoble) est un photographe plasticien contemporain français. Il vit et travaille à Villejuif et à Cannes-Écluse dans la région parisienne.

## Biographie
De 1996 à 2003, Édouard Sautai est en résidence d'artistes au Canada, en Thaïlande, en Corée du Sud et en Australie

## Œuvre
Dans son travail, il utilise le volume autour duquel se greffe la photographie, la vidéo et le dessin. Il crée aussi de nombreuses installations et constructions à basse échelle. 
Dans ses photographies, il place des constructions miniatures en premier plan et les photographies en prenant soin qu'elles s'intègrent au paysage urbain et semblent lui appartenir. Ses photos ne doivent rien aux truquages numériques, l'illusion est seulement basée sur la mise en scène et le jeu des perspectives.[Interprétation personnelle ?]
- erU, 2006, installation, 120 x 98 cm
- A86 à Choisy, 2006, installation, 120 x 98 cm
- Porte de Choisy, 2006, installation, 120 x 98 cm
- HEC, Ken et Barbie, 2006, installation, 120 x 98 cm

## Expositions
- « L'Œil sur l'échelle. Édouard Sautai », Centre Pompidou, 20 février-30 juin 2008